# Шитынау
Шитынау (вьет.  Sư Tử Nâu, рус. Коричневый Лев) — нефтяное месторождение Вьетнама, расположено на востоке от Хошимина, на шельфе Южно-Китайского моря. Открыто в 2005 году. Начальные запасы нефти составляют 40 млн. тонн.
Нефтеносность связана с миоценовыми отложенями. Залежи на глубине 45-100 м.
Оператором месторождения является нефтяная компания Cuu Long Joint Operation Co, в которую входят: PetroVietnam (50%), ConocoPhillips (23,25%), KNOC (14,5%), SK (Южная Корея, 9%) и Geopetro (Канада, 3,5%).